# Cho Hyun-Suk
Cho Hyun-Suk es una deportista surcoreana que compitió en judo. Ganó dos medallas en el Campeonato Asiático de Judo de 1991, en las categorías de –72 kg y abierta.

## Palmarés internacional
| Campeonato Asiático | Campeonato Asiático | Campeonato Asiático | Campeonato Asiático |
| Año                 | Lugar               | Medalla             | Categoría           |
| ------------------- | ------------------- | ------------------- | ------------------- |
| 1991                | Osaka (Japón)       | Medalla de bronce   | –72 kg              |
| 1991                | Osaka (Japón)       | Medalla de plata    | Abierta             |